# Хорошилов, Антон Андреевич
Анто́н Андре́евич Хороши́лов (род. 14 мая 1987) — российский дзюдоист, чемпион и обладатель Кубка России, призёр международных турниров, мастер спорта России международного класса. Представляет клуб «Самбо-70». Выступает в суперлёгкой весовой категории (до 60 кг). В 2005 году стал бронзовым призёром Международного евразийского турнира в Оренбурге. В 2009 году стал обладателем Кубка России и чемпионом России. На следующий год стал бронзовым призёром Гран-при Туниса.

## Спортивные результаты
- Международный евразийский турнир 2005 года в Оренбурге — ;
- Чемпионат России по дзюдо 2009 года — ;
- Кубок России 2009 года — [3];
- Гран-при Туниса 2010 года — [4].